# OwnCloud

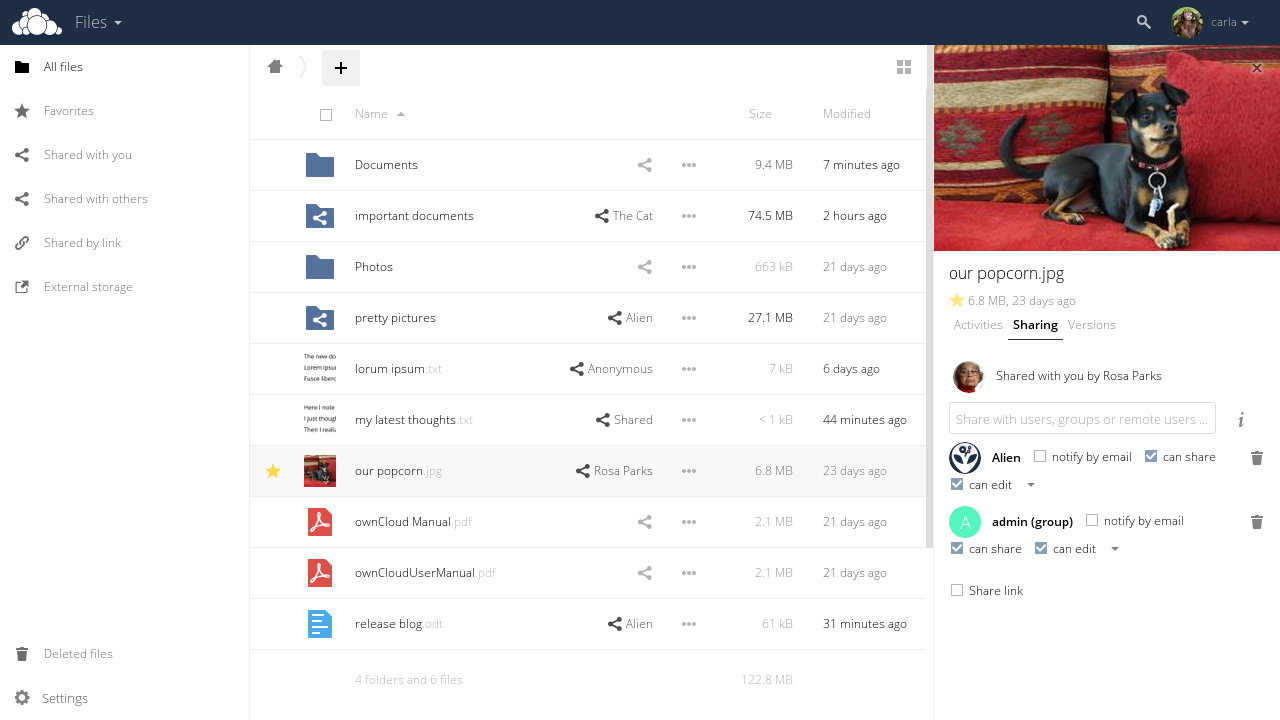
Zrzut ekranu z programu ownCloud

ownCloud – usługa online do tworzenia i korzystania z usług hostingu plików. Funkcjonalnie posiada wiele podobieństw do znanego Dropboxa, Google Drive czy OneDrive. Aplikacja ownCloud napisana jest w języku PHP na licencji AGPLv3.